# 明治失業忍法帖
『明治失業忍法帖〜じゃじゃ馬主君とリストラ忍者〜』（めいじしつぎょうにんぽうちょう〜じゃじゃうましゅくんとリストラにんじゃ〜）は、杉山小弥花による日本の漫画作品。『ミステリーボニータ』（秋田書店）にて、2010年8月号から2012年11月号まで連載し、『月刊プリンセス』（同社）のリニューアルに伴い、2013年2月号から掲載誌を移して2018年1月号まで連載。

## あらすじ
時は明治初期。商人の娘である菊乃は女学校に通うのが夢であったが、江戸時代からの老舗商人の家計であり、伝統を重んじる方針であったがために夢は叶わなかった。その上、元伊賀者の忍者清十郎と政略結婚をさせられようとしていたのである。新時代の訪れに常に最先端を目指す菊乃と、旧政府の崩壊により職を無くして放浪を続ける清十郎とのドタバタコメディー…

## 登場人物
菊乃（きくの）
古いしきたりを嫌い、新時代を謳歌することを生きがいとする少女。
柘植 清十郎（つげ せいじゅうろう）
伊賀の忍者として活躍したが明治の訪れにより、職を無くし、定職に就かず町中を放浪して遊んで暮らしている。

## 書誌情報
- 杉山小弥花 『明治失業忍法帖〜じゃじゃ馬主君とリストラ忍者〜』 秋田書店〈ボニータコミックスα〉、全11巻
  1. 2011年5月16日発売 ISBN 978-4-253-09714-7
  2. 2012年3月16日発売 ISBN 978-4-253-09725-3
  3. 2012年11月16日発売 ISBN 978-4-253-09726-0
  4. 2013年8月16日発売 ISBN 978-4-253-09727-7
  5. 2014年2月14日発売 ISBN 978-4-253-09729-1
  6. 2014年10月16日発売 ISBN 978-4-253-09730-7
  7. 2015年6月16日発売 ISBN 978-4-253-09767-3
  8. 2016年2月16日発売 ISBN 978-4-253-09768-0
  9. 2016年10月14日発売 ISBN 978-4-253-09769-7
  10. 2017年8月16日発売 ISBN 978-4-253-09770-3
  11. 2018年2月16日発売 ISBN 978-4-253-09780-2